# A Plague Tale: Requiem
A Plague Tale: Requiem je akční stealth videohra z roku 2022, kterou vyvinulo studio Asobo a vydala společnost Focus Entertainment. Hra je pokračováním prvního dílu A Plague Tale: Innocence (2019). Hra vyšla 18. října 2022 pro konzole Nintendo Switch, PlayStation 5, Windows a Xbox Series X/S.

## Synopse
Stejně jako první hra se odehrává ve středověké Francii v polovině 14. století. Příběh sleduje sourozence Amicii a Huga de Rune, kteří musí v jižní Francii hledat lék na Hugovu krevní chorobu a zároveň prchat před vojáky inkvizice a hordami krys, které šíří černý mor. 

## Vývoj
Hru vyvinula francouzská vývojářská společnost Asobo Studio. Dabéři mluví britskou angličtinou, zatímco v předchozí hře mluvili anglicky s francouzským přízvukem.

## Vydání a ohlasy
Hra vyšla 18. října 2022 pro konzole Nintendo Switch, PlayStation 5, Windows a Xbox Series X/S. Od kritiků se dočkala vesměs pozitivních recenzí. Na The Game Awards 2022 získala pět nominací včetně hry roku. Dne 21. listopadu 2023 bylo oznámeno, že hra dosáhla počtu 3 milionů hráčů.